# Horst Jähner
Horst Jähner (* 14. Oktober 1918 in Berlin; † 30. Dezember 2006 ebenda) war ein deutscher Kunsthistoriker. Er trug den Spitznamen Expressionismus-Jähner.

## Leben und Leistungen
Zum 1. Januar 1937 trat Jähner der NSDAP bei (Mitgliedsnummer 3.046.630). Jähner arbeitete von 1938 bis 1940 als Volontär einer Versicherung. Von 1940 bis 1945 war er Leutnant in der Wehrmacht, von 1945 bis 1947 in britischer Kriegsgefangenschaft. Von 1947 bis 1949 studierte er Jura und Volkswirtschaft, 1949 bis 1952 Kunstgeschichte, Theatergeschichte, Archäologie und Philologie. Von 1947 bis 1963 war er als Kunsthistoriker tätig. 1961 wurde er in den Kritikerverband AICA gewählt. 1963 bis 1987 war er Leiter und Direktor des VEB Verlag der Kunst in Dresden. 1978 promovierte Jähner, von 1978 bis 1985 wirkte er als Honorarprofessor für Kunstgeschichte an der Hochschule für Bildende Künste Dresden. 

## Ehrungen
- 1968: Johannes-R.-Becher-Medaille in Silber
- 1987:  Kunstpreis der DDR[3]

## Publikationen (Auswahl)
- Bert Heller (= Welt der Kunst). Henschel, Berlin 1959.
- Weggefährten. 25 Künstler der Deutschen Demokratischen Republik.  Verlag der Kunst, Dresden, 1970
- Franz Marc (= Maler und Werk). Verlag der Kunst, Dresden 1972.
- Max Beckmann (= Maler und Werk). Verlag der Kunst, Dresden 1973.
- Erich Heckel (= Maler und Werk). Verlag der Kunst, Dresden 1975.
- Kubanische Malerei (= Seemann Kunstmappe). Seemann, Leipzig 1975.
- Künstlergruppe Brücke. Geschichte einer Gemeinschaft und das Lebenswerk ihrer Repräsentanten. Henschel, Berlin 1984.